# Fort de Vanves
Le fort de Vanves est l'un des seize forts détachés de l'enceinte de Thiers qui protégeaient Paris durant la seconde moitié du XIXe siècle, situé boulevard de Stalingrad à Malakoff (anciennement Châtillon-sous-Bagneux puis Vanves), dans les Hauts-de-Seine, à 3,6 km au sud du mur d'octroi.

## Histoire

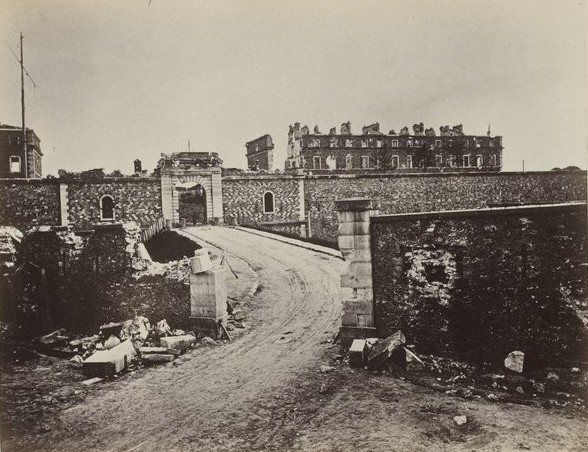
Le fort de Vanves à l'issue des guerres de 1870 et 1871.

En partie détruit durant le siège de Paris en 1870, il est reconstruit et héberge de 1931 à 1973 la Pharmacie centrale, auparavant aux Invalides, qui y lança la production des premiers thermomètres médicaux français en 1916. Il accueille depuis 1976 la Direction Centrale des Essences, puis la Direction de la Protection et de la Sécurité de la Défense (DPSD) en 1995, qui est devenue la Direction du renseignement et de la sécurité de la Défense (DRSD) le 10 octobre 2016.
Le 12 mai 2025, le ministre des Armées Sébastien Lecornu inaugure un nouveau bâtiment pour le service.